# Gusta Koch
Gustina Francisca (Gusta) Koch (Batavia, 24 november 1889 - vermoedelijk Bergen (Noord-Holland), omstreeks 9 maart 1978) was een Nederlands pianiste.
Ze was dochter van Gustave Marie Koch en Francisca Maria Gerarda Theunissen. Ze trouwde in 1916 met civiel ingenieur Pieter Alidanus Bruijn.
Zij kreeg haar pianolessen van Ulfert Schults en Julius Röntgen en slaagde in september 1909 met de Prix d’Excellence voor de Maatschappij tot Bevordering der Toonkunst (Amsterdams Conservatorium) na studies in Amsterdam en Utrecht. Vanaf 1909 was zij regelmatig als soliste op concertpodia te vinden onder meer in het Kurhaus te Scheveningen. Vervolgstudies vonden plaats in Rome (Giovanni Sgambati), Parijs (Theodor Szanto) en Genève (Marie Panthes). Ook verzorgde ze tournees naar Nederlands-Indië met zangeres Harriet Cohen. Ze vestigde zich daar enige tijd, vervolgens in Frankrijk en vanaf 1931 woonde ze weer in Nederland, Den Haag. Ze gaf daar lessen aan het Haags Conservatorium van Siegfried Blaauw. In 1944 trad ze nog op in Diligentia ter begeleiding van een veertien jaar oud danseresje Kitty genaamd.
Schults droeg zijn Berceuses opus 32 nr. 1 aan haar op.
Er is sinds 1995 een fonds naar haar vernoemd, het Gusta Bruijn-Koch Fonds. Het financiert studiereizen, masterclasses etc. voor jonge musici, met name pianisten Het gaf zo bijdragen aan het Stichting Nationaal Jeugd Orkest voor kamermuziekconcerten en celliste Irene Enzlin. Het maakt deel uit van het Prins Bernard Fonds.